# فروپکش

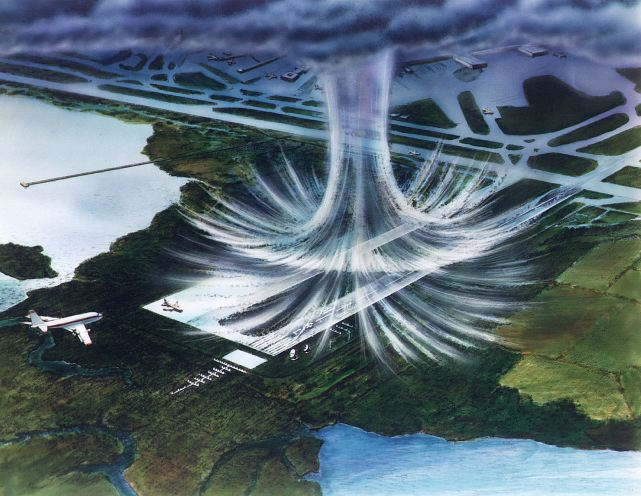
تصویری ازیک ریزپکش. هوا در جهت رو به پایین حرکت می‌کند تا زمانی که به سطح برخورد کند. هوا سپس در تمام جهات به بیرون گسترش می‌یابد. رژیم باد در ریزپکش برخلاف پیچند (تورنادو) است.

در هواشناسی، فروپُکش (انگلیسی: Downburst) یک سامانه باد قوی است که به سمت پایین و بیرون جریان داشته و از یک منبع نقطه ای بالا سرچشمه می‌گیرد و به صورت شعاعی، یعنی از ناحیه برخورد در لایه‌های سطحی در خطوط مستقیم در تمام جهات می‌وزد. این پدیده در شرایط همرفتی عمیق و مرطوب مانند ابر کومه‌ای ستبر یا ابر کومولونیمبوس سرچشمه می‌گیرد. فروپکش قادر به ایجاد بادهای مخرب است و گاهی ممکن است با پیچند (تورنادو) که در آن بادهای با سرعت بالا دور یک منطقه مرکزی می‌چرخند و هوا به سمت داخل و بالا حرکت می‌کند، اشتباه گرفته شود. اینها معمولاً چند ثانیه تا چند دقیقه طول می‌کشد. فروپکش‌ها به‌ویژه جریان‌های پایین‌روی قوی به‌همراه ابرهای توفان‌های تندری که آذرخش تولید نمی‌کنند یا همرفت عمیق و مرطوب هستند، به‌طوری که گاهی فروپکش‌ها از ابرهای کومولونیمبوس یا ابرهای کومه‌ای ستبر سرچشمه می‌گیرند.